# 소이역
소이역(Soi station, 蘇伊驛)은 충청북도 음성군 소이면에 있는 충북선의 역이다. 군 화물을 주로 취급한다.

## 연혁
- 1928년 12월 25일 : 영업 개시
- 1980년 10월 12일 : 역사 신축
- 1993년 4월 15일 : 승차권 발매중지(차내취급)
- 2001년 6월 1일 : 승차권 발매재개
- 2007년 6월 1일 : 여객취급 중지